# Gaztelu (manzana)
Gaztelu es el nombre de una variedad cultivar de manzano (Malus domestica) Está cultivada en la colección del Banco de Germoplasma del manzano de la Universidad Pública de Navarra de la finca de Santesteban clave 5.1.21 ejemplares procedentes de esquejes localizados en Zuazu (Merindad de Pamplona, Navarra).

## Sinónimos
- "Manzana Gaztelu",[7]
- "Manzana Castillo",
- "Gaztelu Sagarra",[8][9][10][11][12]
- "Gaztelú Sagarra"[2]

## Características
El manzano de la variedad 'Gaztelu' tiene un vigor medio. El árbol tiene tamaño medio y porte mesótono, con tendencia a ramificar baja, con hábitos de fructificación en ramos cortos y largos; ramos con pubescencia ausente o muy débil; presencia de lenticelas muy escasa; grosor de los ramos grueso; longitud de los entrenudos media.
Tamaño de las flores medias, época de floración tardía (característica muy deseable para tener una cosecha abundante, evitando las heladas), con una duración de la floración larga. Incompatibilidad de alelos S3 S5.
La variedad de manzana 'Gaztelu' tiene un fruto de tamaño medio a grande, de forma troncocónica intermedia; con color de fondo verde amarillento, y una sensibilidad al "russeting" (pardeamiento áspero superficial que presentan algunas variedades) >50%; con una elevación del pedúnculo que sobresale un poco, grosor de pedúnculo grueso,; acidez media, azúcar alto, y firmeza de la carne media; Peso promedio: 105gr/fruto.
Época de maduración y recolección tardía, a partir del 16 de septiembre a 21 de octubre. Se trata de una variedad de productividad media. Se usa como manzana de sidra.

## Análisis de Mosto
En los análisis del mosto de 'Gaztelu' se ha encontrado pH: 3,07; Polifenoles: 1,67 gr/l; ºBrix: 14,3; Relación S/L: 1,9.
Clasificadas como “correctoras” hay 5 variedades de manzanas de sidra de Navarra. La que menos factores negativos presenta es 5.1.21 – Gaztelu junto a la variedad Pero de Sangüesa.
La variedad 'Gaztelu' está considerada una variedad correctora de las características organolépticas en la elaboración de sidra por sus valores bajos de pH y los polifenoles adecuados, así como valores adecuados del Grado Brix.

## Susceptibilidades
- Moteado: ataque débil (o,72 presencia rara a escasa, algunas lesiones pero difíciles de encontrar)
- Fuego bacteriano: no presenta[4][13][15]